# Grotella vagans
Grotella vagans là một loài bướm đêm thuộc chi Grotella, trong họ Noctuidae.Loài này được tìm thấy ở Bắc Mỹ, bao gồm Nevada, nơi đặc trưng của nó.